# 別洛耶湖 (列寧格勒州)

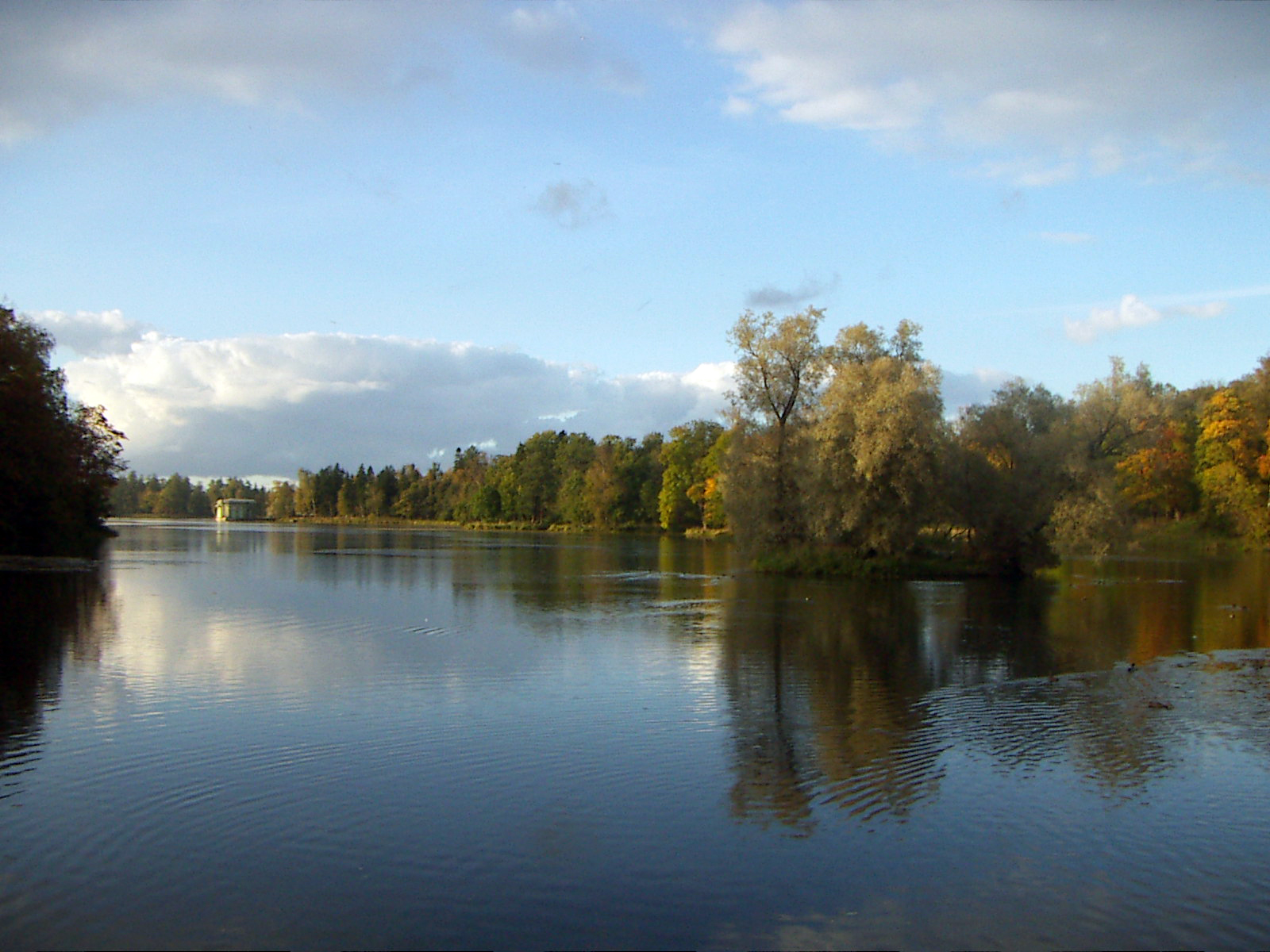

別洛耶湖（俄语：Белое озеро），是俄羅斯的湖泊，位於該國西北部，由列寧格勒州負責管轄，長1.22公里、寬0.35公里，面積0.32平方公里，海拔高度77米，湖岸線長度10公里，最大水深7米。
59°34′05″N 30°06′30″E / 59.5681°N 30.1083°E